# SEREX
Das Akronym SEREX (engl. serological identification of antigens by recombinant expression cloning, dt. Serologische Identifikation von Antigenen durch Rekombinantes Expressionsklonieren) steht für ein molekularbiologisches Verfahren zur Identifizierung von Antigenen. Es wird insbesondere in der Tumorimmunologie zur Identifizierung von Tumorantigenen verwendet.

## Beschreibung
Die Basis von SEREX ist, dass Organismen gegen autologe Tumorantigene von Krebszellen Antikörper entwickeln können. Die isolierten Antikörper können in cDNA-Expressionsbibliotheken zur Identifizierung von Tumorantigenen verwendet werden.
Mit der SEREX-Methode kann zwar die Immunogenität der Tumorantigene, aber nicht die Häufigkeit des Vorkommens und die präferentielle Expression des Proteins im Tumor bestimmt werden. Mit SEREX wurden bisher über 2000 Tumorantigene entdeckt.
Das Verfahren wurde ursprünglich für die Tumorimmunologie entwickelt, um neue Targets für die Krebsimmuntherapie zu generieren, wird aber inzwischen auch auf anderen Gebieten der Medizin, wie beispielsweise Rheumatologie, Kardiologie und Gastroenterologie, eingesetzt.

## Das Verfahren

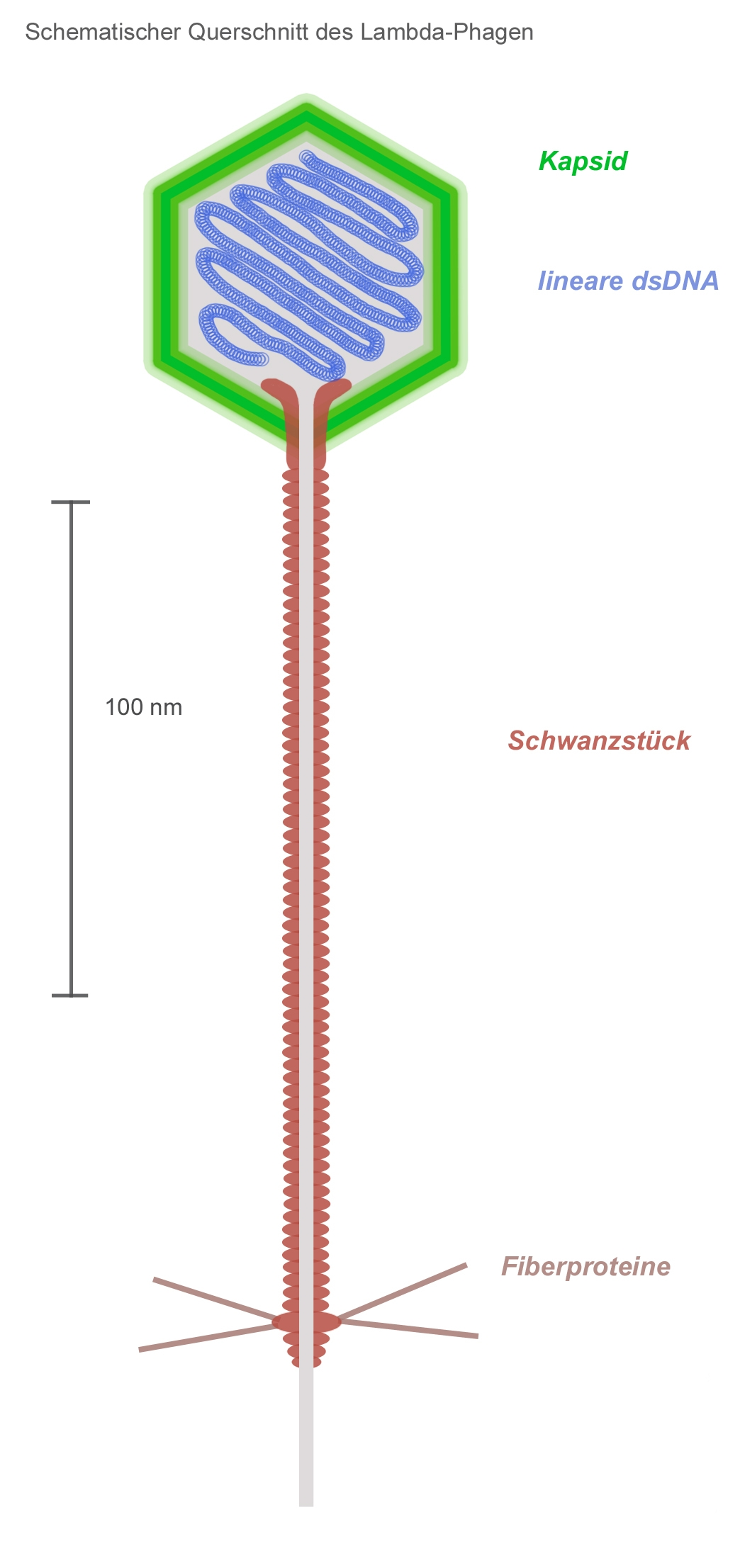
Schematischer Querschnitt durch einen Lambda-Phagen

Zunächst wird eine cDNA-Bibliothek aufgebaut und mit Hilfe des Expressionsvektors Bakteriophage Lambda in Escherichia coli exprimiert. Die von E. coli gebildeten lytischen Plaques, mit den potenziellen Antigenen, werden auf Membranen übertragen. Danach werden die Seren mit den Membranen inkubiert. Antikörper aus dem Serum, die an die Antigene binden, werden danach durch an Enzyme konjugierte anti-Humanantikörper (IgG) visuell detektiert.

## Historie
Das SEREX-Verfahren wurde 1994 von einer Arbeitsgruppe um Michael Pfreundschuh am Universitätsklinikum des Saarlandes entwickelt.

### Review-Artikel
- C. G. Gunawardana und E. P. Diamandis: High throughput proteomic strategies for identifying tumour-associated antigens. In: Cancer Lett 249, 2007, S. 110–119. PMID 17306453
- D. Jäger: Potential target antigens for immunotherapy identified by serological expression cloning (SEREX). In: Methods Mol Biol 360, 2007, S. 319–326. PMID 17172736
- F. Fernández Madrid u. a.: Improved approach to identify cancer-associated autoantigens. In: Autoimmun Rev 4, 2005, S. 230–235. PMID 15893717
- Y. Wang u. a.: Perspectives of SEREX-defined antigens in diagnosis and immunotherapy for gastric cancer. In: Cancer Biol Ther 3, 2004, S. 806–811. PMID 15467426
- D. Jäger u. a.: Identification of tumor antigens as potential target antigens for immunotherapy by serological expression cloning. In: Cancer Immunol Immunother 53, 2004, S. 144–147. PMID 14727084
- G. Li u. a.: Identification of tumour antigens by serological analysis of cDNA expression cloning. In: Cancer Immunol Immunother 53, 2004, S. 139–143. PMID 14722670
- P. Krebs u. a.: Autoimmunity seen through the SEREX-scope. In: Autoimmun Rev 2, 2003, S. 339–345. PMID 14550875
- Y. T. Chen: Cancer vaccine: identification of human tumor antigens by SEREX. In: Cancer J 6, 2000, S. 208–217. PMID 10874490
- O. Türeci u. a.: Serological analysis of human tumor antigens: molecular definition and implications. In: Mol Med Today 3, 1997, S. 342–349. PMID 9269687
- Y. T. Chen: Identification of human tumor antigens by serological expression cloning: an online review on SEREX. In: Cancer Immun 2004 [updated 2004 Mar 10; cited 2004 Apr 1].

### Fachartikel
- T. A. Hampton u. a.: SEREX analysis for tumor antigen identification in a mouse model of adenocarcinoma. In: Cancer Gene Ther 7, 2000, S. 446–455. PMID 10766351
- A. O. Güre u. a.: Serological identification of embryonic neural proteins as highly immunogenic tumor antigens in small cell lung cancer. In: PNAS 97, 2000, S. 4198–4203. PMID 10760287